# Plataforma por una Vivienda Digna
La Plataforma por una Vivienda Digna (en adelante, PVD) nace en Madrid en noviembre de 2003 desde uno de los diversos foros de Internet en los que se analizaba la "burbuja inmobiliaria en España", siendo la impulsora del Movimiento por una Vivienda Digna.
Esta iniciativa ciudadana, apartidista y sin ninguna afinididad ideológica concreta, surge espontáneamente de la idea de que los propios ciudadanos tienen parte de culpa en la irracionalidad que están sufriendo en materia de vivienda: "no estamos defendiendo adecuadamente el principio, recogido en la Constitución española, del acceso a una vivienda digna". La PVD mantiene que ningún gobierno, hasta ahora, ha puesto en marcha medidas reales para proteger este derecho, como deben hacer según la Carta Magna, por lo que son los propios ciudadanos los que tienen que defenderlo.
Según la PVD, son muchos agentes poderosos implicados en la burbuja, los que han inventado esta nueva forma de esclavitud y están beneficiándose a costa del futuro íntegro de muchas personas: bancos, constructoras, inmobiliarias, ayuntamientos, etc.

## Definición de la PVD
La Plataforma se define desde su nacimiento según los siguientes puntos:
1. Colectivo sin ánimo de lucro. Hacen ver, además, que esa idea ha de ser compartida por todos y cada uno de sus afiliados o colaboradores más directos.
2. Apolítica y apartidista: ni la PVD, ni ninguno de sus miembros en representación de la Plataforma, mostrará en público ninguna filiación política o ideológica concreta. En consecuencia, siempre han intentado ser objetivos y rigurosos con la crítica y el apoyo a todas aquellas actuaciones políticas que afecten de algún modo a las distintas problemáticas de la vivienda.
3. Es objetivo de la PVD el no mezclarse en asuntos ajenos a la vivienda y la especulación.
4. Actuar dentro de la legalidad: Las reivindicaciones se realizarán siempre de manera pacífica en el marco de la legalidad vigente y en ningún caso, se avalarán actuaciones violentas de cualquier tipo. Esta actitud implica el rechazo tácito a cualquier tipo de práctica o ideología antidemocráticas o que genere exclusión social, ya sea en forma de violencia, xenofobia o cualquier otro tipo.
5. Organización: La información se congregará en una única página web con secciones independientes para cada territorio; la sección de cada territorio la gestiona de manera autónoma cada división territorial de la PVD.

## Historia de la PVD

### 2003: Nacimiento
A mediados de 2003 surge en varios foros la necesidad de organizarse para discutir un acuciante problema es España: la burbuja inmobiliaria. Así, finalmente en noviembre de 2003 se funda la PVD. Desde finales de 2003 la PVD puso en marcha una página web y un sistema de listas de correo que sirvió para congregar un grupo de gente y, a partir de ahí, dar paso a la convocatoria de asambleas periódicas. De estas reuniones surgió el primer marco reivindicativo y una serie de delegados que comenzaron a trabajar en diversas campañas de información y concienciación y en la colaboración con otros movimientos sociales.

### 2004: Primeras manifestaciones
Este trabajo se vio plasmado en una serie de manifestaciones que tuvieron su primer impacto importante en junio de 2004, cuando 10 000 personas agrupadas bajo el paraguas de distintas organizaciones, marcharon en Madrid bajo el lema "Por el derecho a techo - Stop especulación".

### 2005: Comités territoriales
Dado el rápido crecimiento y la expansión de la PVD, pronto fue necesaria la organización de diferentes comités territoriales y estruturar tanto la plataforma como su forma de trabajo de un modo federal. Así surgieron los comités en Cataluña, Euskadi, etc.

### Actualidad
Actualmente, la Plataforma está formada por miles de personas de todo el país que ya han hecho tomar forma a varias representaciones territoriales en Madrid, Cataluña, País Vasco, Valencia y La Rioja entre otras.[actualizar]

## Objetivos
1. Acceso a la vivienda y especulación:
El objetivo principal de la PVD es luchar por el acceso a la vivienda y contra la especulación urbanística. Estos dos amplios conceptos engloban la precariedad en la vivienda, los abusos urbanísticos y el mobbing inmobiliario, las dificultades de acceso a la vivienda, las actuaciones de las administraciones en torno a la vivienda, el urbanismo, las legislaciones sobre vivienda, corrupción urbanística, aspectos fiscales de la vivienda y fraude inmobiliario, burbuja inmobiliaria, etc.
2. Otros temas:
Siempre teniendo en cuenta el objetivo primario (el acceso a la vivienda y contra la especulación) la PVD trata en segundo plano problemas que guarden relación con este objetivo y que sean claramente comunes en toda España, como pueden ser la precariedad laboral, la exclusión social y aspectos sociales del encarecimiento de la vivienda, degradación medioambiental, sostenibilidad económica, etc.

## Reivindicaciones
Según se recoge en las reivindicaciones de la PVD, la PVD propone estas actuaciones para solucionar el problema:
1. Vivienda Protegida:
La PVD aboga por un inmediato y drástico incremento del gasto público en la construcción o puesta en el mercado de vivienda protegida, preferiblemente de promoción pública y en ayudas directas al alquiler. El objetivo no es otro que garantizar el acceso a una vivienda digna a todos aquellos ciudadanos con limitaciones económicas que les impidan costeársela sin una pérdida significativa de su calidad de vida.
2. Viviendas vacías:
La PVD plantea la siguiente paradoja: ¿cómo es posible que haya gente sin casa; habiendo tantas casas sin gente?. La forma de solucionar esto es mediante un enérgico aumento de la presión fiscal sobre aquellas personas físicas o jurídicas que posean viviendas vacías, sobre todo para aquellos que más tengan y que las hayan tenido más tiempo vacías.
3. Informes de precios:
¿Por qué nos hacen creer que una vivienda vale 5, si en verdad cuesta 10? Es necesaria la creación, por parte de la administración central, de informes mensuales rigurosos, amplios e imparciales sobre la evolución de los precios tanto de la vivienda libre, como de la vivienda usada y el suelo. Se ha de garantizar también que los medios de comunicación públicos hagan referencia expresa a estos datos en contraste a los emitidos por entidades privadas. Asimismo, en las tasaciones de nuevas viviendas, se ha de informar claramente de los costes derivados del precio del suelo y de la construcción.
4. Inclusión de la vivienda en el IPC:
Es imprescindible que algo tan necesario como la vivienda (tanto en régimen de compra y alquiler) en el Índice de Precios de Consumo, de manera que se tenga una medida real de la inflación soportada por la ciudadanía.
5. Control del fraude inmobiliario:
La PVD exige la creación de una Agencia de Control del Fraude Inmobiliario que, de acuerdo con una Ley Integral de la Vivienda, prevea unas garantías mínimas en la oferta inmobiliaria, bien sea en obra nueva o en vivienda usada. También es necesaria la creación de un Cuerpo de Inspectores eficaz que acabe con los abusos y el fraude inmobiliario; particularmente, en el caso de viviendas protegidas se ha de realizar un control estricto sobre los sobreprecios impuestos por el promotor y el uso que se hace de las mismas por parte de los adjudicatarios, de manera que se evite a toda costa que esas viviendas protegidas vuelvan a engrosar la oferta a precios de mercado.
6. Control del precio:
La prohibición expresa de la subasta como medio adjudicación de suelo público y de cualquier otro método que fomente el crecimiento artificial de los precios. También, el establecimiento de sanciones, transcurrido un periodo máximo, para aquellos suelos de titularidad privada catalogados como urbanizables que se mantengan sin edificar dentro de los núcleos urbanos.
7. Gestión del suelo:
La participación en la gestión del suelo de órganos independientes con derecho a veto que regulen racionalmente las juntas de compensación y que evite la creación o modificación de planes de actuación urbanística que vayan en contra del interés general de los ciudadanos en favor de unos pocos.
8. Autogestión y cooperativismo:
La supresión de trabas administrativas respecto a la autoconstrucción de viviendas y el fomento del cooperativismo como vía alternativa para la construcción de viviendas.
9. Control de arrendamientos:
El acceso a una vivienda digna no implica, necesariamente, la compra de esta. Para que el arrendamiento sea una alternativa viable' se ha de llevar a cabo un control legal sobre impagos de arrendatarios y se ha de establecer un régimen fiscal especial para arrendatarios y arrendadores, que se traduzca en desgravaciones fiscales significativas para todos aquellos que escojan el alquiler como vía alternativa a la compra/venta.
10. Medioambiente:
El establecimiento de criterios de sostenibilidad medioambiental y de objetivos sociales concretos a la hora de elaborar los planes de vivienda, de forma que la vivienda de protección oficial y las políticas de ordenación urbana dejen de ser un parche para los problemas de acceso a la vivienda, y se conviertan en una herramienta eficaz para aumentar la calidad de vida de todos los ciudadanos, ahora y en el futuro.
11. Infraviviendas:
Se ha de prohibir el uso residencial para aquellas infraviviendas existentes en el mercado, en venta o alquiler y la regularización de aquellos “lofts” que cumplan unas condiciones mínimas de habitabilidad, de forma que se permita la calificación de su uso como vivienda.
12. Fondo de compensación:
La creación de un fondo de compensación para resarcir de manera cautelar a los afectados por retrasos, delitos o abusos inmobiliarios, en espera de que se depuren responsabilidades por vía judicial y, si llega el caso de insolvencia, quiebra o desaparición de la sociedad responsable; la asunción final de la deuda.
13. Tiempo máximo de hipotecas:
Ninguna vivienda es digna si te hace prisionero de una hipoteca de por vida. Por esto, la PVD aboga por el establecimiento por ley de un tiempo de retorno máximo de los préstamos hipotecarios de 15 años y la obligatoriedad de un seguro hipotecario que preste cobertura ante situaciones de paro o enfermedad grave.
14. Desgravaciones fiscales por compra de vivienda:
Otra paradoja que nos muestra la PVD: personas que no pueden acceder a una vivienda y están pagando, por vía impositiva, la vivienda de otras personas. Es por esto que la PVD propone la supresión progresiva y no retroactiva de las desgravaciones fiscales por la compra de vivienda y así se fomente de esta manera la compra frente al alquiler.

## Causas y consecuencias
La PVD expone como causas de esta burbuja inmobiliaria, las siguientes:
1. El intervencionismo mal dirigido por parte del Estado. Todos y cada uno de los sucesivos gobiernos que hemos tenido, y en sus diferentes instancias (nacional, autonómico y local), se han olvidado de buscar fórmulas que garanticen el acceso a una vivienda digna y de crear un mecanismo de control democrático para ello. Todo esto ha producido una escalada desorbitada de los precios de la vivienda frente a los salarios en todo el territorio nacional: entre 1987 y 2005 los precios de la vivienda se han incrementado más de un 250%, mientras que los salarios apenas se han incrementado por encima del IPC. Así, el acceso a la vivienda por parte de ciertos sectores de la población se ha convertido en algo prácticamente imposible con esfuerzos medios de compra que en el caso de los jóvenes, involucran en algunas comunidades cerca del 90% del salario de un joven y del 60% en el caso de una pareja joven, lo que unido a los también altísimos precios del alquiler, se traduce en una bajísima tasa de emancipación a nivel nacional del 40% y en unos niveles preocupantes de endeudamiento familiar para aquellos que sí han conseguido emanciparse.
2. El consentimiento de unos sistemas de financiación totalmente inapropiados.
3. Unos procesos de corrupción que hasta hace poco eran desconocidos por el gran público. Esto, unido a la escasa inspección y regulación de un sector en el que han aumentado significativamente los abusos y delitos (economía sumergida, defectos de construcción, infraviviendas, contratos abusivos, información falseada, sociedades fantasma, etc.), ha llevado a organismos como la Agencia Tributaria a tomar medidas para redoblar el control de este tipo de negocios, pero hasta la fecha, no se han tomado medidas concretas para proteger a los particulares frente a lo que es, en la mayoría de los casos, el mayor esfuerzo financiero de sus vidas.
4. Proliferan las viviendas vacías y secundarias que, en la mayoría de los casos, son mantenidas así con fines especulativos: en España según el último censo de población y viviendas realizado en el año 2001, hay 3.091.596 viviendas vacías, a las que si se suman las 3.351.300 viviendas secundarias, encontramos un total de 6.442.896 viviendas que o bien no se usan, o bien se emplean con una intensidad reducida.
5. Se ha producido una drástica reducción de la construcción de viviendas de protección pública, precisamente en un momento de coyuntura tan difícil respecto al acceso a la vivienda: Si en 1980 se construyeron 120.000 viviendas de protección oficial en todo el territorio nacional, en el año 2004, se han construido tan solo 55.640, lo que no alcanza siquiera un 7% del total de viviendas construidas. La escasa proporción de viviendas de protección oficial respecto a la vivienda libre, ha favorecido los focos de exclusión social en los barrios de menor poder adquisitivo.
6. El crecimiento de la economía española se apoya en la construcción, lo que ha producido una atracción masiva de la inversión privada con fines lucrativos sobre un bien de primera necesidad como es la vivienda. El encarecimiento derivado de este incremento de demanda ha provocado que a un amplio sector de la población se le niegue el acceso a ese bien de primera necesidad, y a otro gran sector le suponga endeudamientos por periodos de hasta 40 y 50 años. Como datos significativos, la construcción contribuyó en 2003 con un 22% al aumento de la riqueza nacional y la inversión extranjera en inmuebles españoles crece cada año, mientras en el resto de áreas disminuye, y ya supone un 40,5% del total de la inversión extranjera directa en nuestro país.
7. La calidad de vida de la mayoría de los ciudadanos ha descendido en la mayoría de las capitales y se está permitiendo que los barrios céntricos, con infinidad de viviendas vacías, no tengan un adecuado relevo generacional que permita seguir amortizando instalaciones e infraestructuras. Mientras, la obsesión por la construcción de nuevos barrios en la periferia ha provocado el colapso de las vías circulatorias y medios de transporte en los desplazamientos diarios hacia los puestos de trabajo, dificultades de movilidad que también se han visto agravadas por la concentración inexplicable de grandiosas superficies comerciales en zonas de alto poder adquisitivo.
8. Se ha producido un despilfarro de recursos naturales, como el agua o energía y un daño irreparable a espacios de gran valor medioambiental, con la construcción de viviendas cuya demanda solo está sustentada por grupos de inversión que tienen como único objetivo la especulación y el beneficio inmediato fuera de toda lógica productiva y desarrollo sostenible.